# 近物レックス
近物レックス株式会社（きんぶつレックス、英: KINBUTSU REX CO.,LTD.）は、静岡県駿東郡清水町に本社を置く物流会社である。

## 概要
1950年に創業。旧・近畿日本鉄道株式会社を母体とし、幾度かの合併・社名変更を経て現在の形となった。全国の主要都市に拠点を持ち、東北・関東・中部・関西エリアに強いネットワークを有する。特に東北全エリア、関東エリアの茨城県下、中部エリアの三重県下、関西エリアの和歌山県下はネットワークが細かく、同業他社からの受託量も多い。また、主要拠点にて中継輸送網を活かした定時制・定ルート輸送を特徴とし、安定したリードタイムを実現している。
2004年、ハマキョウレックスグループとなり、特別積合運送事業を主力とする一方、大手製造業、卸売業との取引実績を生かし、一般貨物輸送のほか、保管・仕分け・流通加工等の3PL（サード・パーティー・ロジスティクス）事業にも注力。2023年4月には、JPロジスティクスとの業務提携を行い、共同運営（同一事業所での営業、幹線便の共同化等）を行い、輸送効率化を推進。
安全輸送、コンプライアンスへの意識も高く、業界に先駆けて安全機器、IT点呼の導入等、ESG（環境・社会・ガバナンス）経営にも積極的に取り組んでいる。

## 事業内容
荷に関わる業務を中心に幅広くカバーをしている。
1. 貨物自動車運送事業（特別積合、一般貨物、宅配、引越）

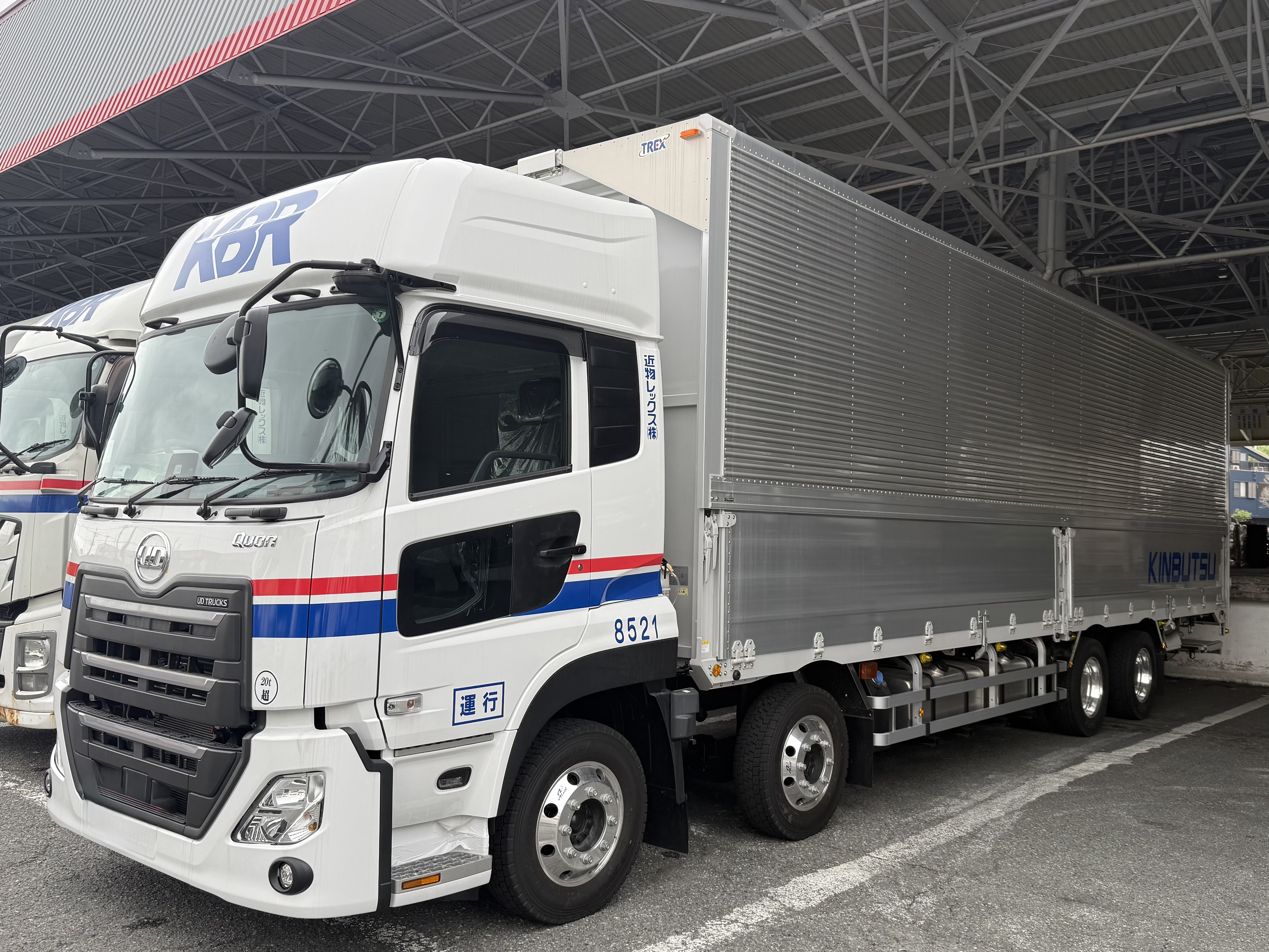
近物レックスのトラック

2. 貨物運送取扱事業（鉄道、航空、海運）
3. 運送取次事業
4. 倉庫業
5. 物品販売業
6. 自動車分解整備事業
7. 荷造梱包作業請負業
8. 損害保険代理業
9. 旅客自動車運送事業（一般・特定）
10. 労働者派遣事業
11. 産業廃棄物収集運搬業

### 業務環境
- 定期路線便

950便
- 事業所数

107か所
- 車両

3,181台
- フォークリフト

434台
- 指定整備工場

4か所
- 認証整備工場

5か所

## 沿革
- 1931年（昭和6年）12月 - 合資会社丸魚自動車運輸を創立
- 1939年（昭和14年）4月 - 駿豆通運を買収し静岡 - 東京間の路線トラック便を開始
- 1943年（昭和18年）7月 - 第二次企業統合により沼津貨物自動車株式会社となる
- 1950年（昭和25年）5月 - 大一トラック急送株式会社を設立（昭和18年の企業統合を分割）
- 1951年（昭和26年）12月 - 沼津貨物運送株式会社を吸収合併
- 1959年（昭和34年）8月 - 近畿日本鉄道株式会社資本参加、系列に入る
- 1962年（昭和37年）5月 - 豊橋運輸株式会社を合併
- 1965年（昭和40年）
  - 9月 - 松南トラック株式会社及び東北定期運送株式会社を吸収合併
  - 11月 - 商号を近鉄大一トラック株式会社に改称
- 1967年（昭和42年）12月 - 荘内運送株式会社より路線事業を譲受
- 1970年（昭和45年）6月 - 青森 - 函館間の路線免許取得、北海道輸送を開始

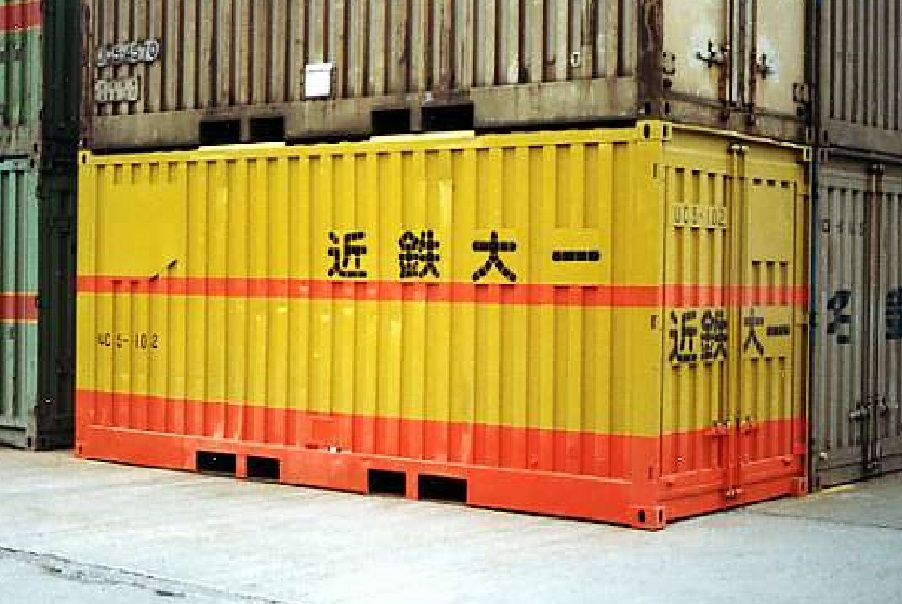
鉄道輸送用に、1971年に初めて所有していた私有コンテナ。
1977年8月旧、梅田貨物駅南地区にて撮影

- 1971年（昭和46年）4月 - 東京 - 札幌間のフレートライナー輸送開始
- 1972年（昭和47年）5月 - 海上コンテナによる沖縄輸送開始
- 1979年（昭和54年）6月 - 内航運送取扱業の許可を取得
- 1983年（昭和58年）4月 - 函館 - 札幌間の路線免許取得
- 1987年（昭和62年）12月 - 近鉄運輸株式会社と合併、商号を近鉄物流株式会社に改称
- 1990年（平成2年）11月 - 倉庫業の免許を取得
- 1999年（平成11年）12月 - 特定旅客自動車運送事業の許可取得
- 2004年（平成16年）10月 - 近畿日本鉄道が保有する株式の大半を株式会社ハマキョウレックスに譲渡、同社傘下に入る
- 2005年（平成17年） 4月 - 商号を近物レックス株式会社に改称
- 2018年（平成30年） 11月 - エービーエクスプレスの株式を取得し子会社化

## コンテナギャラリー

コンテナギャラリー
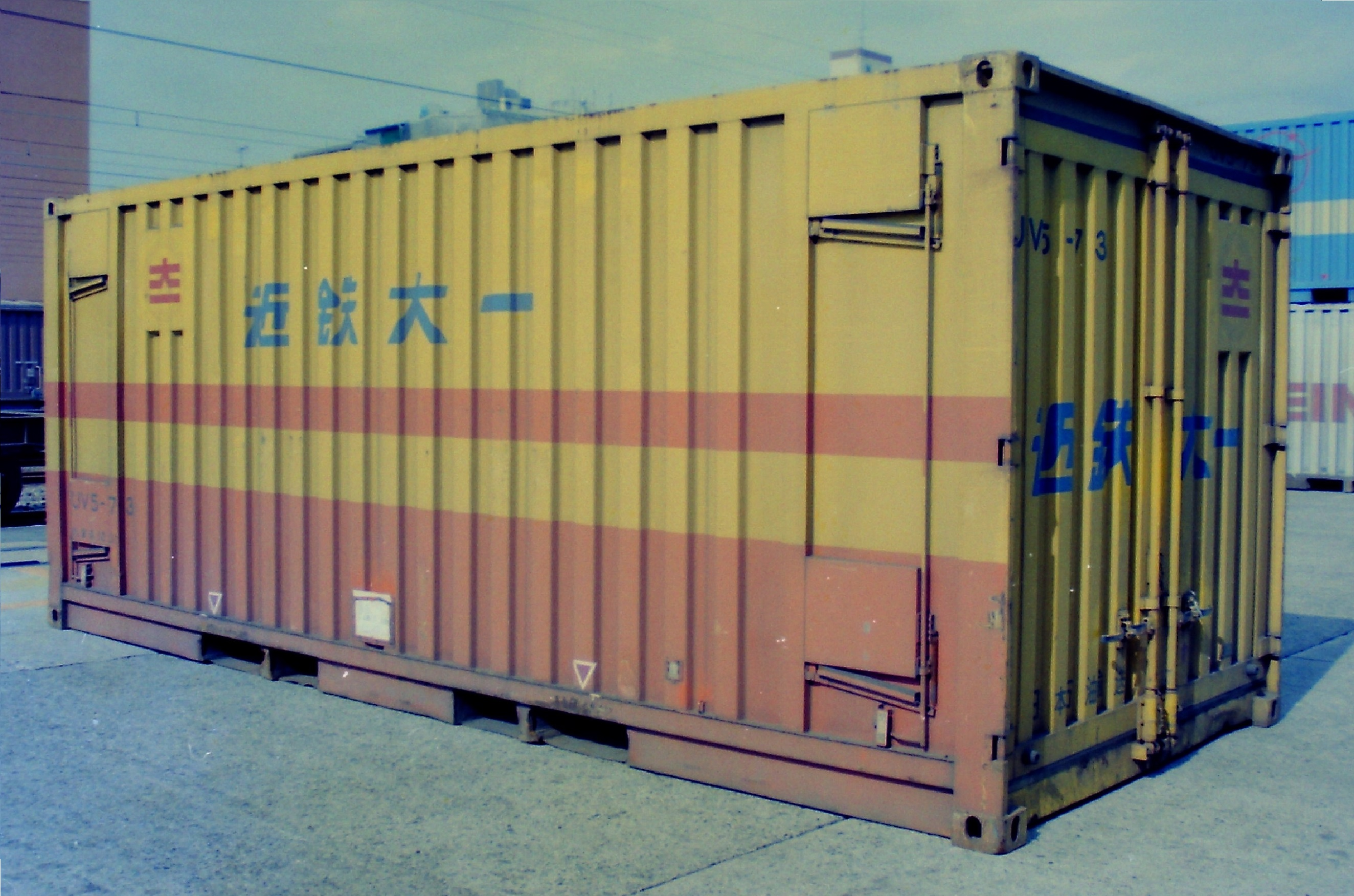
鉄道輸送用、私有通風コンテナ、UC5-970 近鉄大一トラック。 基本的な片妻一方開仕様。 1989年7月、大阪府／旧、梅田貨物駅北地区にて。
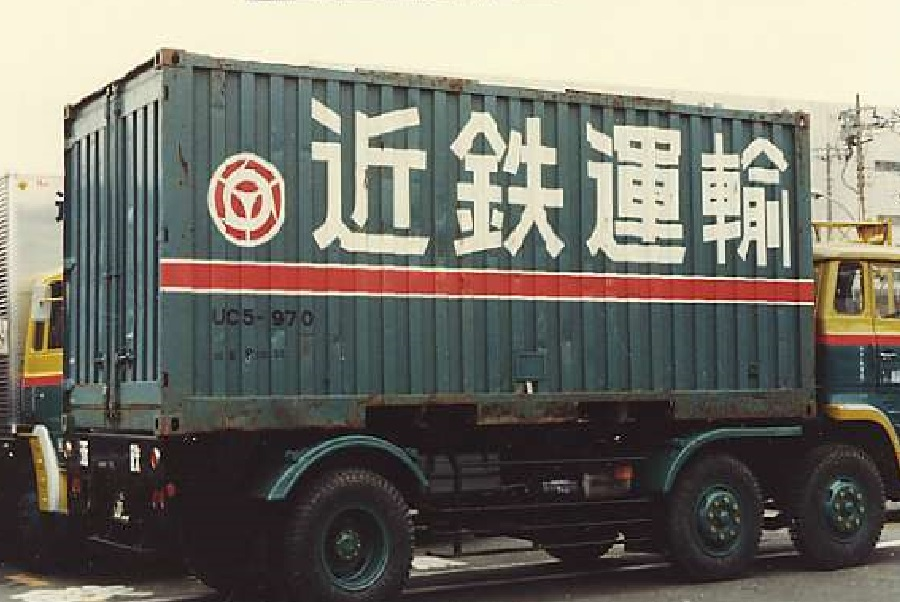
鉄道輸送用、私有ドライコンテナ、UC5-970 近鉄運輸。 基本的な片妻一方開仕様。 1982年6月、東京都／京浜トラックターミナルにて。
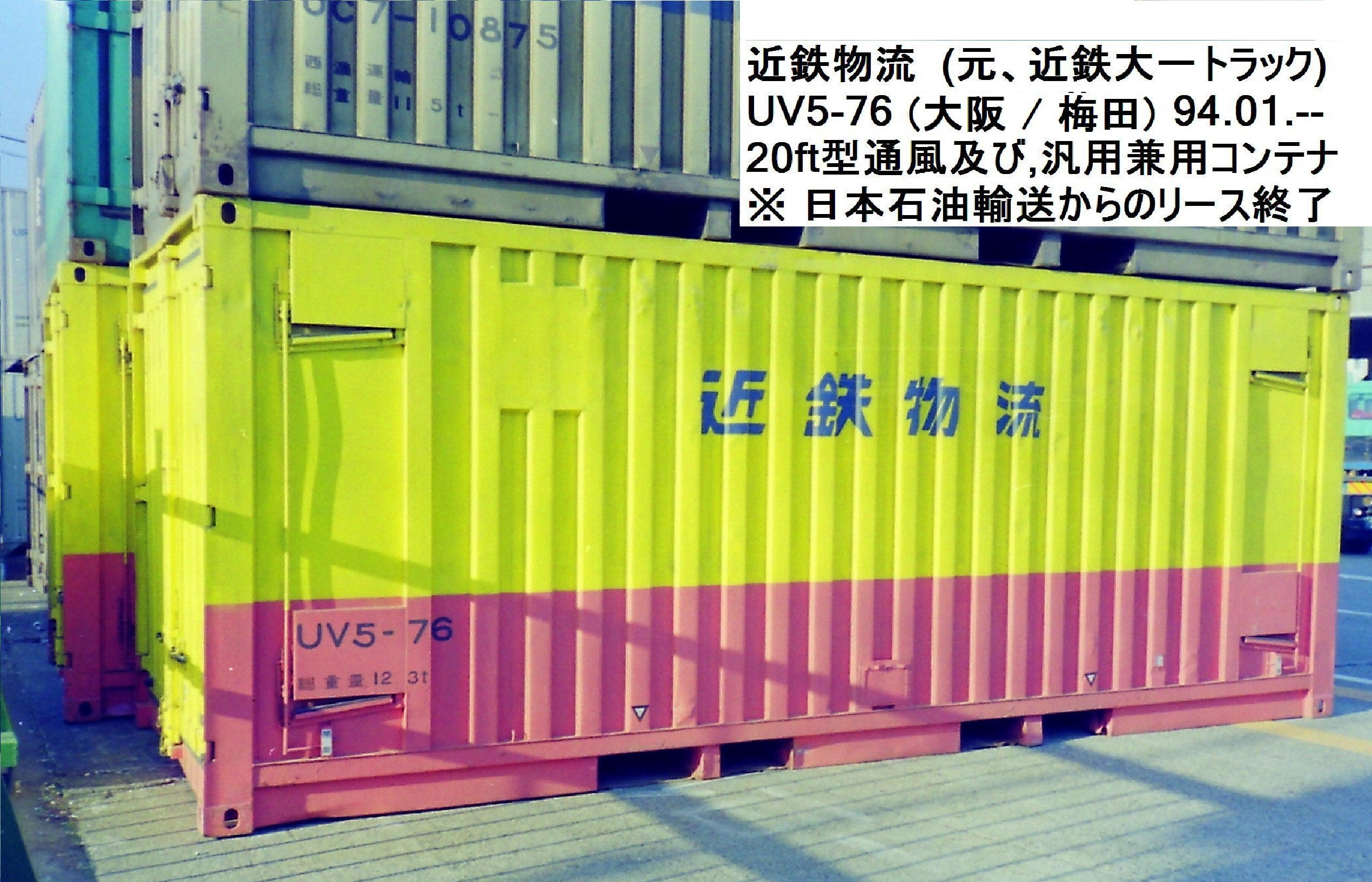
鉄道輸送用、私有通風コンテナ、UV5-76 近鉄物流。 基本的な片妻一方開仕様。 1989年7月、大阪府／旧、梅田貨物駅北地区にて。
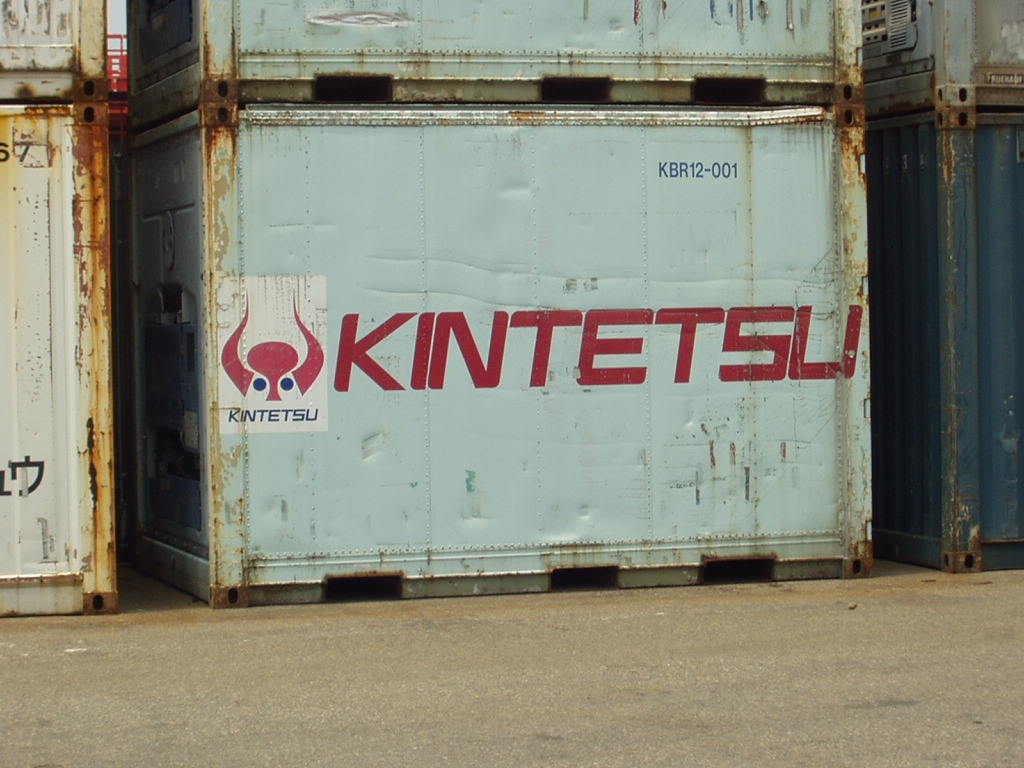
内航輸送用12ft、冷凍コンテナ、近鉄物流。 基本的な片妻一方開仕様。 2005年6月18日、東京都／有明埠頭にて。
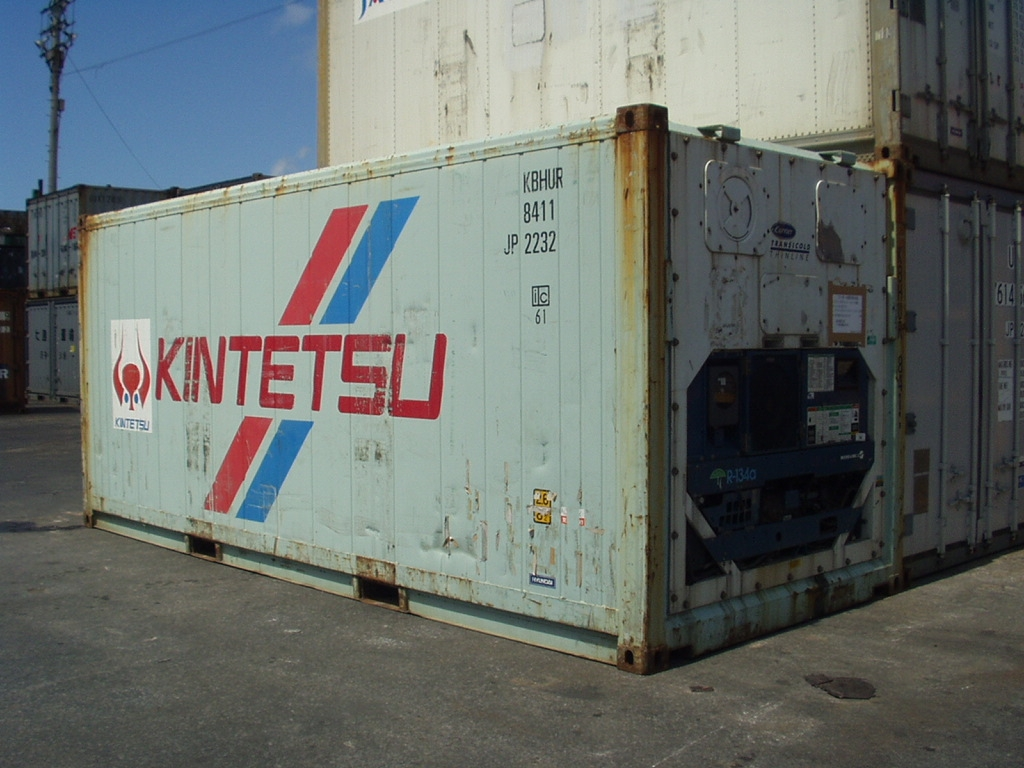
内航輸送用20ft、冷凍コンテナ、近鉄物流。 基本的な片妻一方開仕様。 2003年6月30日、沖縄県／那覇新港埠頭にて。
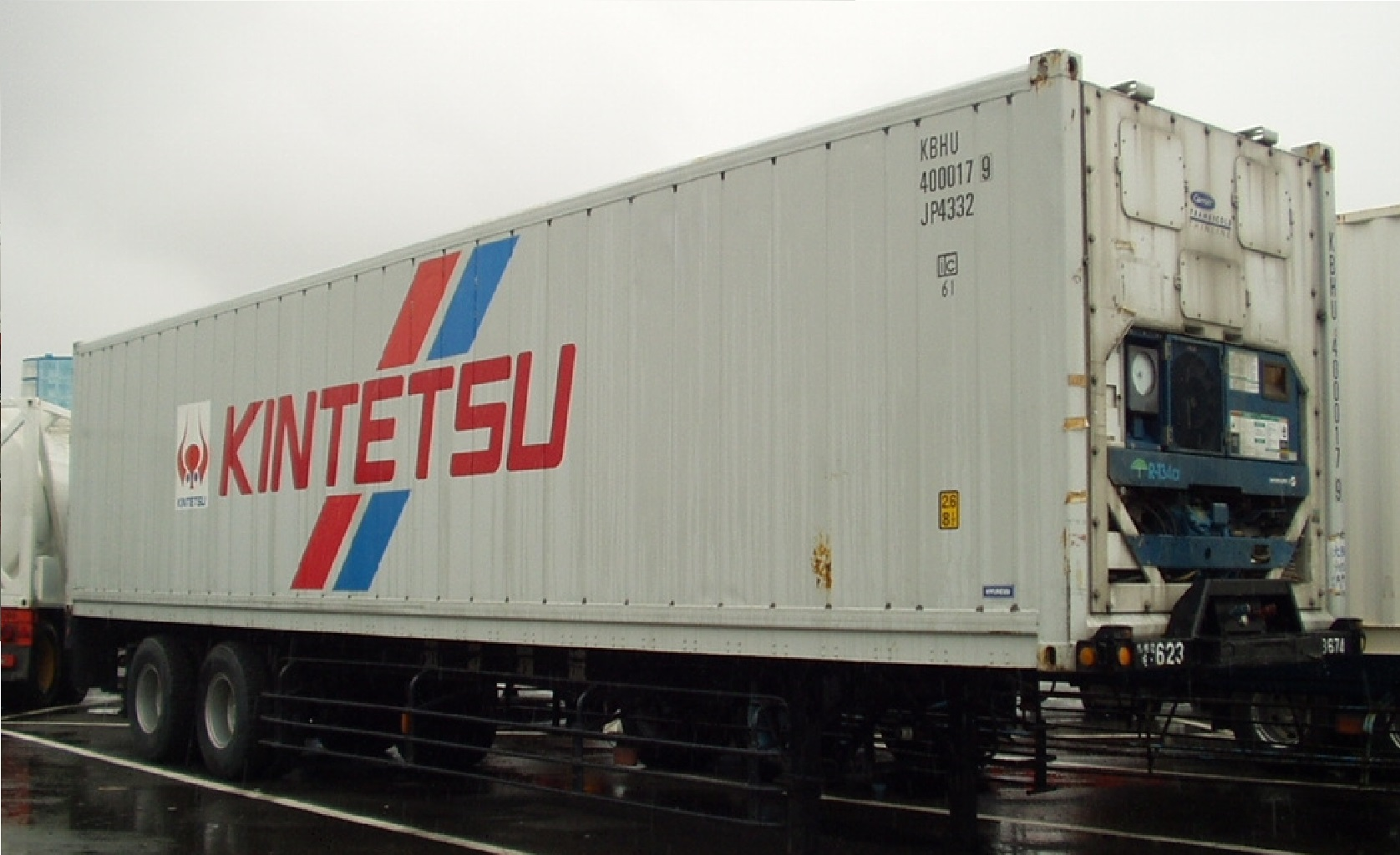
国際海上輸送用40ft、冷凍コンテナ、近鉄物流。 基本的な片妻一方開仕様。 2003年9月20日、大阪／大阪南港地区にて。
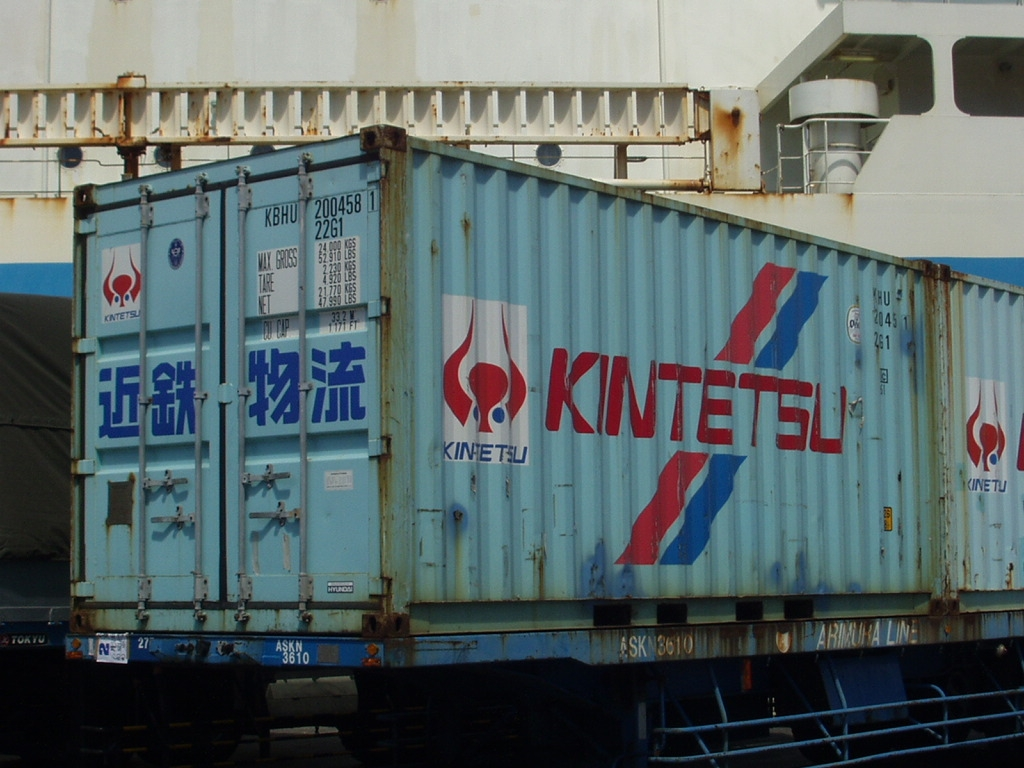
国際海上輸送用20ft、ドライコンテナ、近鉄物流。 基本的な片妻一方開仕様。 2003年6月30日、沖縄県／那覇新港埠頭にて。

## 関連企業
- 三重近物通運株式会社
- 都運輸株式会社
- 茨城県貨物自動車運送株式会社
- 琉球通運株式会社